# 孙俊人
孙俊人（1915年11月15日—2001年6月19日），男，江苏松江人，中国电子工程专家，中国工程院院士。

## 生平
1995年，获选中国工程院信息与电子工程学部院士。